# Cosmosoma
Cosmosoma is een geslacht van vlinders uit de familie van de spinneruilen (Erebidae).

## Soorten
- C. achemon Fabricius, 1781
- C. achemonides Dognin, 1907
- C. ada Herrich-Schäffer, 1855
- C. admota Herrich-Schäffer, 1854
- C. advena Druce, 1884
- C. albifrons Dognin, 1913
- C. albipuncta Gaede, 1926
- C. analicincta Rothschild, 1910
- C. angustimargo Schaus, 1911
- C. annexa Herrich-Schäffer, 1854
- C. anoxanthia Druce, 1905
- C. apennina Druce, 1905
- C. auge Linnaeus, 1767
- C. avilae Forster, 1949
- C. basitiba Dognin, 1914
- C. batesii Butler, 1876
- C. bella Kaye, 1911
- C. biseriata Schaus, 1898
- C. bogotensis Felder, 1869
- C. bolivari Schaus, 1898
- C. braconoides Walker, 1854
- C. brasilicola Strand, 1915
- C. brinkleyi Rothschild, 1911
- C. bromus Cramer, 1775
- C. buchwaldi Rothschild, 1910
- C. caeca Hampson, 1898
- C. caecoides Debauche, 1938
- C. cardinalis Hampson, 1898
- C. centralis Walker, 1854
- C. cermena Dognin, 1899
- C. cinctuta Schaus, 1911
- C. citrina Rothschild, 1911
- C. coccinifera Dognin, 1912
- C. consolata Walker, 1856
- C. contracta Walker, 1856
- C. corvica Dognin, 1910
- C. crathidina Rothschild, 1911
- C. cruenta Perty, 1834
- C. chiriquensis Rothschild, 1910
- C. demantria Druce, 1895
- C. determinata Butler, 1876
- C. deyrolii Walker, 1854
- C. difficilis Draudt, 1931
- C. diplosticta Dognin, 1914
- C. discata Gaede, 1926
- C. doris Druce, 1911
- C. dorsicincta Dognin, 1912
- C. dorsimacula Schaus, 1898
- C. durca Schaus, 1896
- C. elegans Butler, 1876
- C. entella Druce, 1899
- C. erythrarchos Walker, 1854
- C. eumelis Druce, 1883
- C. evadnes Cramer, 1781
- C. exomelan Zerny, 1912
- C. fenestrata Drury, 1770
- C. festiva Walker, 1854
- C. flavicinctata Dognin, 1911
- C. flavicornis Druce
- C. flavita Schaus, 1901
- C. flavothorax Rothschild, 1910
- C. galatea Schaus, 1912
- C. galbana Schaus, 1912
- C. garleppi Rothschild, 1911
- C. gemmata Butler, 1875
- C. greta Schaus, 1924
- C. haenschi Gaede, 1926
- C. hanga Herrich-Schäffer, 1854
- C. harpalyce Schaus, 1892
- C. hector Staudinger, 1875
- C. hercyna Druce, 1884
- C. hercynacula Dyar, 1914
- C. hercynita Draudt, 1931

- C. hypocheilus Hampson, 1898
- C. ignidorsia Hampson, 1898
- C. impar Walker, 1854
- C. impudica Schaus, 1911
- C. intensa Rothschild, 1910
- C. joavana Schaus, 1924
- C. juanita Neuman, 1894
- C. klagesi Rothschild, 1910
- C. luconoton Hampson, 1898
- C. lunata Gaede, 1926
- C. mathani Rothschild, 1910
- C. melanopera Hampson, 1898
- C. melathoracia Kaye, 1901
- C. metallescens Ménétriés, 1857
- C. myrodora Dyar, 1907
- C. nasca Schaus, 1920
- C. nelea Möschler, 1877
- C. nettia Schaus, 1920
- C. nothina Schaus, 1929
- C. notostiba Hampson, 1914
- C. ockendeni Rothschild, 1910
- C. ochreipennis Kaye, 1918
- C. orathidia Druce, 1898
- C. oroyana Rothschild, 1911
- C. parambae Rothschild, 1911
- C. pellucida Lathy, 1899
- C. pheres Cramer, 1782
- C. phoenicophora Dognin, 1909
- C. plagiata Rothschild, 1910
- C. plutona Schaus, 1894
- C. protus Druce, 1894
- C. pseudothia Zerny, 1912
- C. pudica Druce, 1894
- C. purutha Schaus, 1920
- C. pytna Druce, 1906
- C. quinquepunctata Heylarts, 1890
- C. rasera D. Jones, 1914
- C. regia Schaus, 1894
- C. remota Walker, 1854
- C. rosenbergi Rothschild, 1910
- C. rubricorpus Kaye, 1911
- C. rubriscapulae Kaye, 1901
- C. rubritarsis Schaus, 1911
- C. sandion Druce, 1910
- C. saron Druce, 1884
- C. sectinota Hampson, 1898
- C. semifulva Druce, 1884
- C. seraphina Herrich-Schäffer, 1854
- C. sitiona Schaus, 1911
- C. stibosticta Butler, 1876
- C. stictinota Dognin, 1914
- C. subflamma Walker, 1854
- C. telephus Walker, 1854
- C. tengyra Walker, 1854
- C. teuthras Walker, 1854
- C. thia Druce, 1899
- C. thoracica Schaus, 1905
- C. tigris Schaus, 1894
- C. varica Schaus, 1920
- C. venata Rothschild, 1911
- C. watsoni Rothschild, 1910
- C. xanthistis Hampson, 1898
- C. xanthocera Hampson, 1898
- C. xanthomelan Zerny, 1912
- C. xanthosticta Hampson, 1898
- C. zurcheri Druce, 1894